# Charles Henry Bell

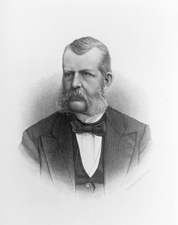
Charles Henry Bell

Charles Henry Bell (* 18. November 1823 in Chester, Rockingham County, New Hampshire; † 11. November 1893 in Exeter, New Hampshire) war ein US-amerikanischer Politiker der Republikanischen Partei.

## Leben
Charles Bell wurde 1823 als jüngster Sohn des späteren Gouverneurs von New Hampshire, John Bell, geboren. Auch sein Onkel Samuel Bell war Gouverneur dieses Staates. Seine Cousins waren ebenfalls politisch aktiv: James Bell als US-Senator, Samuel Newell Bell als Abgeordneter im Repräsentantenhaus.
Er graduierte 1844 am Dartmouth College, studierte erfolgreich Jura und arbeitete als Anwalt in Chester und Exeter. Zehn Jahre lang war er auch als County Solicitor tätig. Überdies machte er sich einen Namen als Autor eines Buches über die Geschichte des Ortes Exeter. Von 1868 bis 1887 war er Präsident der Historischen Gesellschaft New Hampshires.
Bell war zweimal verheiratet.

## Politik
Bells politische Laufbahn begann 1858, als er ins Repräsentantenhaus von New Hampshire gewählt wurde, dem er bis 1860 angehörte. In diesem Jahr war er auch der Speaker der Kammer. Von 1863 bis 1864 saß er im Senat des Staates, dessen Präsident er 1864 war. Es folgte eine längere politische Pause, ehe er im März 1879 vom Staatsparlament zum US-Senator bestimmt wurde; allerdings galt es nur eine zeitlich begrenzte Vakanz zu überbrücken, bis der offizielle Senator gewählt war. Bell wurde dafür nicht in Betracht gezogen und schied im Juli wieder aus dem Senat aus, als mit Henry William Blair sein Nachfolger feststand.
1881 wurde er schließlich wie schon sein Vater und sein Onkel für eine zweijährige Amtszeit zum Gouverneur von New Hampshire gewählt. 1889 stand er dem Verfassungskonvent von New Hampshire vor.